# Dodô (futebolista)
Ricardo Lucas Figueredo Monte Raso (São Paulo, 2 de maio de 1974), mais conhecido como Dodô, é um ex-futebolista brasileiro que atuava como centroavante. Atualmente é comentarista esportivo na Record e faz parte do elenco do programa Esporte Record.
Foi duas vezes artilheiro do Campeonato Carioca (2006 e 2007), sendo premiado com a Medalha de Mérito Esportivo Pan-Americano, pela Câmara Municipal do Rio de Janeiro. Além disso, recebeu da imprensa esportiva o apelido de Artilheiro dos Gols Bonitos, pelos belos gols que fez ao longo de sua carreira.

## Carreira

### Início
Dodô foi revelado pelo Nacional-SP em 1992. Teve ainda uma rápida passagem pelo Fluminense entre 1994 e 1995, antes chegar ao São Paulo em 1995.

### São Paulo e ascensão
Após ser emprestado ao Paraná no ano de 1996, o atacante retornou ao São Paulo e assumiu a titularidade. No tricolor paulista, formou ao lado do colombiano Víctor Aristizábal uma dupla de ataque perigosa. Dodô foi artilheiro do Campeonato Paulista de 1997 e do Torneio Rio-São Paulo de 1998, com 19 e cinco gols, respectivamente. Ajudou o São Paulo a conquistar o Estadual de 1998. No total, pelo clube homônimo de sua cidade natal, Dodô fez 94 gols.
Em 1997, ano em que viveu o seu auge, o atacante marcou 54 gols em 69 jogos, sagrando-se recordista de gols em uma mesma temporada pelo São Paulo. Chegou a ser convocado pelo técnico Zagallo para a Seleção Brasileira, marcando dois gols.

### Passagem por outros clubes
Deixou o tricolor paulista em 1999 e passou a defender o Santos até 2001. No segundo semestre daquele ano, foi contratado pelo Botafogo com ajuda da Golden Cross, empresa que se interessou em patrocinar o clube a partir da contratação do atacante. Dodô ajudou o alvinegro a escapar do rebaixamento no Brasileirão de 2001 e a fazer uma boa campanha no Torneio Rio-São Paulo de 2002.
Porém, o Botafogo encontrava-se em má fase financeira, e teve que dispensar vários jogadores para o Campeonato Brasileiro de 2002, onde o clube acabou rebaixado. Dodô acertou sua volta ao estado de São Paulo para atuar pelo Palmeiras. Contudo, naquele ano, não obstante as inúmeras contratações de impactos que o Verdão fez para o Campeonato Brasileiro, a equipe também acabou sendo rebaixada. Dodô pouco atuou naquela competição pois estava frequentemente lesionado.

### Ásia
Já que o Palmeiras tentava ajustar-se para uma nova realidade, Dodô então resolveu ir para o futebol asiático. Jogou, entre 2003 e 2004, no Ulsan Hyundai, da Coreia do Sul e, em 2005, no Oita Trinita, do Japão. Enquanto estava na Ásia, Dodô deu diversas entrevistas declarando sua vontade de voltar para o Brasil, dizendo que gostaria de atuar novamente pelo Botafogo.

### Volta ao Brasil e boa fase no Botafogo
Retornou ao Brasil no segundo semestre de 2005 para defender o Goiás. Contudo, era reserva no time goiano. Este fato o fez acertar sua volta ao Botafogo no início de 2006. No Glorioso, Dodô ajudou a equipe a vencer a Taça Guanabara e o Carioca de 2006 sendo artilheiro da competição com nove gols. No Campeonato Brasileiro, Dodô era o artilheiro da competição com nove gols quando decidiu transferir-se para o futebol árabe. O contrato do jogador com o clube carioca tinha uma cláusula que permitia sua saída sem qualquer tipo de ressarcimento caso houvesse uma proposta de um clube não-brasileiro.
Dodô foi defender o Al Ain dos Emirados Árabes Unidos, mas, em 2007, voltou para o Botafogo. Foi campeão da Taça Rio e vice-campeão do Campeonato Carioca.
No início de julho de 2007, o atacante foi pego no exame antidoping por apresentar em sua urina a substância femproporex, que constava em uma cápsula de cafeína manipulada por uma farmácia, dada pelo departamento nutricional do clube. O atacante foi suspenso por 120 dias inicialmente, mas entrou com recurso e foi absolvido por não ter sido considerada a sua culpa. Após sua volta, Dodô marcou seu 300º gol na carreira profissional. No fim da temporada, faltando seis rodadas para acabar o Campeonato Brasileiro, Dodô anunciou que não renovaria seu contrato com o alvinegro carioca para 2008. Dodô recebeu a Chuteira de Ouro da revista Placar pelo seu desempenho em 2007, sendo o principal goleador daquele ano no futebol brasileiro e o troféu de prata do Prêmio Craque do Brasileirão, por ter sido escolhido o segundo melhor centroavante do Campeonato Brasileiro.

### Fluminense e suspensão
Em 2008 foi uma das principais contratações do Fluminense. No novo clube, passou a concorrer pela titularidade com Leandro Amaral e Washington, os chamados "três tenores". Quando começava a jogar com frequência no time titular, como na goleada por 6–0 contra o Arsenal de Sarandí pela Libertadores, sofreu uma fratura de um osso frontal da face e foi informado que ficaria dois meses parado. Com a saída de Leandro Amaral do clube, Dodô recebeu a chance de ser titular. No entanto, nunca foi visto com bons olhos pela torcida tricolor, tendo em vista o fato de não ter comemorado um gol contra o Boca Juniors se mostrando insatisfeito na equipe, então comandada por Renato Gaúcho. Foi dispensado do Fluminense no final de agosto de 2008, após uma conversa com o treinador Cuca, o mesmo com quem trabalhara no Botafogo. Poucos dias após se desligar do Fluminense, Dodô recebeu do Tribunal Arbitral do Esporte o resultado do processo sobre seu doping, resultando na sua suspensão por dois anos. A sentença levou em conta parte do tempo do processo e, assim, o jogador só poderia voltar a atuar em 7 de novembro de 2009.

### Retorno aos gramados
Após cumprir a suspensão, Dodô recebeu propostas de diversos clubes, porém muitos destes clubes desistiram de contratá-lo porque o atleta pediu um salário muito alto. No entanto, após diminuir sua pedida salarial, o atacante acertou com o Vasco em 16 de dezembro de 2009.
Demorou para Dodô marcar seu primeiro gol com a camisa cruzmaltina. Depois de passar em branco contra Tigres e America pelo Campeonato Carioca de 2010, o atacante teve boa atuação no dia 24 de janeiro; ao enfrentar pela primeira vez o Botafogo, Dodô marcou três gols no primeiro tempo. No segundo, sofreu a falta cobrada por Léo Gago que resultou no quarto gol e ainda deu o passe para o jovem Philippe Coutinho marcar o quinto. Além disso, o Vasco ainda fez mais um gol, fechando a goleada de 6–0 em pleno Engenhão.
Após o início promissor, o rendimento de Dodô foi caindo a cada jogo. Vieram muitas partidas em branco, e a torcida vascaína passou a execrá-lo depois da perda do título da Taça Guanabara para o Botafogo. Houve uma nova tentativa dele num clássico diante do Flamengo, no dia 14 de março. Mas os dois pênaltis desperdiçados na derrota por 1–0 para o arquirrival pioraram ainda mais a relação dele com a torcida vascaína.
No final da Taça Rio, ainda houve uma esperança sobre o atacante, quando ele marcou um dos gols da vitória por 3–0 sobre o Fluminense no Maracanã e anotou dois gols na vitória por 4–3 sobre o Duque de Caxias, no Estádio Raulino de Oliveira (ajudando o time a se classificar para as semifinais do segundo turno). O time acabou eliminado pelo Flamengo, com uma derrota por 2–1.
Dodô voltou para a reserva, e nos treinos era visível sua falta de ânimo. Desânimo que veio para os campos. Depois da derrota do Vasco para o Guarani por 1–0 em São Januário, Dodô (que entrara no primeiro tempo, substituindo Elton, contundido) deixou como última lembrança sua descida para o vestiário, em silêncio, ouvindo gritos, vaias e ofensas. No dia 4 de junho, de comum acordo entre ambas as partes, o atacante rompeu seu compromisso com o clube. Foram 28 jogos e 11 gols marcados nesta volta aos gramados (curiosamente, nenhum deles marcado em São Januário, palco de seu último jogo com a camisa do Vasco).

### Portuguesa
No dia 10 de junho de 2010, Dodô acertou com a Portuguesa para a disputa da Campeonato Brasileiro - Série B.
Foi dispensado pouco menos de um ano depois, em 1 de março de 2011. De acordo com nota oficial emitida pela diretoria do clube paulista, a medida foi tomada pelo fato de Dodô ter desrespeitado o técnico Jorginho, assim como seus companheiros de equipe, durante a partida contra o Bragantino quando, ao ser substituído no segundo tempo, abandonou o estádio antes do término da partida.

### Americana
Em março de 2011, Dodô acertou com o Americana para a disputa da Série B. No entanto, uma contusão forçou-o a fazer uma cirurgia no joelho, adiando para 2012 seu retorno aos gramados.

### Grêmio Osasco
Foi anunciado pelo Grêmio Osasco no dia 21 de fevereiro de 2013, assinando contrato até o final da Série A2 do Campeonato Paulista. O centroavante juntou-se ao elenco que já contava com Viola, outro renomado veterano do futebol brasileiro. Estreou pelo Osasco no dia 6 de março, contra o Capivariano. No final da partida, Dodô mostrou porque é chamado de artilheiro dos gols bonitos: marcou um belo gol por cobertura, fechando o placar em 2–0. Na partida seguinte, contra o Monte Azul, voltou a marcar e decretou o empate em 2–2.

### Barra da Tijuca
No dia 30 de março de 2013, o atacante deixou o Osasco e acertou com o Barra da Tijuca para a disputa do Campeonato Carioca - Série A2.

### Aposentadoria
Encerrou sua carreira em outubro de 2015, aos 41 anos.

### Proposta dos Estados Unidos
Dodô foi o convidado do "Seleção SporTV" no dia 16 de abril de 2015, onde explicou a suposta proposta. Na faixa dos 40, o Artilheiro dos Gols Bonitos admitiu que cogitou a possibilidade de voltar a atuar profissionalmente no futebol dos Estados Unidos, onde tem residência, mas afirmou que o Fort Lauderdale Strikers não lhe fez uma boa proposta. Sem atuar desde 2013, quando defendeu o Barra da Tijuca, Dodô fez um curso para treinador no início do ano de 2015, ministrado por profissionais da CBF, na Granja Comary, com duração de dez dias e aulas divididas em dois períodos.

### Rio Negro
Após se aposentar, chegou a comandar o Rio Negro por um mês, em 2016, mas deixou a equipe no dia 17 de agosto.

## Jogos pela Seleção Brasileira
| Nº | Data                   | Competição | Local                |        | Placar | Adversário    | Gols | Ref.   |
| -- | ---------------------- | ---------- | -------------------- | ------ | ------ | ------------- | ---- | ------ |
| 1  | 10 de agosto de 1997   | Amistoso   | Seul (Coreia do Sul) | Brasil | 2 – 1  | Coreia do Sul | 0    | [ 33 ] |
| 2  | 13 de agosto de 1997   | Amistoso   | Osaka (Japão)        | Brasil | 3 – 0  | Japão         | 0    | [ 34 ] |
| 3  | 10 de setembro de 1997 | Amistoso   | Salvador (Brasil)    | Brasil | 4 – 2  | Equador       | 2    | [ 35 ] |
| 4  | 9 de outubro de 1997   | Amistoso   | Belém (Brasil)       | Brasil | 2 – 0  | Marrocos      | 0    | [ 36 ] |
| 5  | 11 de novembro de 1997 | Amistoso   | Brasília (Brasil)    | Brasil | 3 – 0  | País de Gales | 0    | [ 37 ] |

## Títulos
Fluminense
- Campeonato Carioca: 1995

Paraná
- Campeonato Paranaense: 1996

São Paulo
- Copa dos Campeões Mundiais: 1995
- Campeonato Paulista: 1998

Botafogo
- Campeonato Carioca: 2006

### Outras conquistas
São Paulo
- Copa Euro-América: 1999

Botafogo
- Taça Guanabara: 2006
- Taça Rio: 2007

### Prêmios individuais
- Craque do Campeonato Carioca: 2006 e 2007[38]
- Craque da Copa do Brasil: 2007[38]
- Chuteira de Ouro da Revista Placar: 2007[38]
- 19° maior ídolo da História do Botafogo (O Globo): 2020[39]

### Artilharias
- Campeonato Paulista: 1997 (19 gols)
- Copa dos Campeões Mundiais: 1997 (4 gols)
- Torneio Rio-São Paulo: 1998 (5 gols)
- Campeonato Carioca: 2006 (9 gols) e 2007 (13 gols)
- Taça Guanabara: 2010 (7 gols)

### Recordes e marcas
- Maior artilheiro da história do Botafogo em finais (7 gols)[40][41]
- Maior artilheiro do Botafogo no século XXI (90 gols)[42]
- Maior artilheiro do Botafogo no Campeonato Brasileiro no século XXI (30 gols)[43]
- Maior artilheiro do Botafogo na Copa do Brasil (12 gols)[44]
- Maior artilheiro do Botafogo no Torneio Rio-São Paulo no século XXI (17 gols)[40][41]
- Maior artilheiro do Clássico da Rivalidade no século XXI - empatado com Bruno Henrique (7gols)[41]
- Maior artilheiro do Botafogo no Clássico da Amizade no século XXI (8 gols)[45]
- Maior Artilheiro do Botafogo em Clássicos Cariocas no século XXI (19 gols)[41]
- 6° Maior artilheiro da história da Copa do Brasil (26 gols)[46]